# Qawasim
 (février 2025).
Si vous disposez d'ouvrages ou d'articles de référence ou si vous connaissez des sites web de qualité traitant du thème abordé ici, merci de compléter l'article en donnant les références utiles à sa vérifiabilité et en les liant à la section « Notes et références ».
Les Qawasim, ou Al Qasimi, sont une tribu arabe du golfe Persique et des Émirats arabes unis, naguère plus puissante que les Bani Yas qui gouvernent aujourd'hui Dubaï et Abou Dabi. La dynastie Qawasim gouverne les émirats de Sharjah, avec Sultan bin Mohammed al-Qasimi, et Ras el Khaïmah, avec sheikh Saoud ben Saqr Al Qassimi, fils de Saqr ben Mohamed Al Qassimi.
Marins, pêcheurs, commerçants et pirates au XVIIIe siècle, ils furent ruinés par l'attaque des Britanniques, en 1819, lorsque la frégate HMS Liverpool tira sur Ras al-Khaimah, laissant un champ de ruines. Des Qawasim vivaient aussi à Bandar Lengeh, sur la côte iranienne, mais nombre d'entre eux partirent pour Dubaï au début du XXe siècle, attirés par l'abolition des droits de douane alors que l'Iran augmentait la pression fiscale.